# Palotina
Palotina is een gemeente in de Braziliaanse deelstaat Paraná. De gemeente telt 28.966 inwoners (schatting 2009).

## Aangrenzende gemeenten
De gemeente grenst aan Assis Chateaubriand, Francisco Alves, Iporã, Maripá, Nova Santa Rosa en Terra Roxa.